# 2-й Верхний Михайловский проезд
2-й Ве́рхний Миха́йловский прое́зд (до 1924 года — 2-й Миха́йловский (да́чный) прое́зд) — проезд, расположенный в Южном административном округе города Москвы на территории Донского района.

## История
Ранее носил название 2-й Миха́йловский (да́чный) прое́зд, в 1924 году получил современное название. Слово «Михайловский» в названии дано проезду по фамилии одного из домовладельцев, на земле которого был проложен.

## Расположение
Проходит на запад от 1-го Рощинского проезда параллельно улице Орджоникидзе, к нему примыкают безымянный проезд с юга и далее продолжение Донской улицы с севера, затем проезд поворачивает на юго-запад и проходит до 5-го Донского проезда. Нумерация домов начинается от 1-го Рощинского проезда.

## Примечательные здания и сооружения
По нечётной стороне:
- д. 9 — Депозитарий Газпромбанка.

По чётной стороне:
- д. 2 — Дом-голубятня графа Орлова.

## Транспорт

### Наземный транспорт
По 2-му Верхнему Михайловскому проезду не проходят маршруты наземного общественного транспорта. У восточного конца проезда, в 1-м Рощинском проезде, расположена остановка «Улица Серпуховский Вал» трамваев 26, 38; у западного, на улице Орджоникидзе, — остановка «Университет дружбы народов» трамваев 14, 39.

### Метро
- Станция метро «Ленинский проспект» Калужско-Рижской линии — западнее проезда, на пересечении Третьего транспортного кольца с Ленинским проспектом и улицей Вавилова.
- Станция метро «Шаболовская» Калужско-Рижской линии — севернее проезда, на пересечении улицы Академика Петровского с улицей Шаболовкой.
- Станция метро «Тульская» Серпуховско-Тимирязевской линии — восточнее проезда, на Большой Тульской улице.